# 三氟溴乙烯
三氟溴乙烯是一种全卤代乙烯，化学式为F
2CCBrF。它是易燃的无色气体，具有类似于光气的霉味。它会自发聚合。

## 制备
它可由三氟氯乙烯反应得到：
{\displaystyle {\ce {F2C=CClF + HBr -> CF2BrCHClF + Zn -> CF2=CHF + ZnBrCl}}}
{\displaystyle {\ce {CF2=CHF + Br2 -> CF2BrCHBrF + KOH -> CF2CHBr + KBr + H2O}}}
它最初由比利时化学家Fred Swartz于1899年制得。